# Pablo Herrera de Huerta
Pablo Herrera de Huerta (* 28. August 1868 in Tacubaya, Mexiko-Stadt; † 1940) war ein mexikanischer Botschafter.

## Leben
Von 1898 bis 1901 machte Pablo Herrera de Huerta ein Praktikum bei der italienischen Gesandtschaft in Mexiko-Stadt. Später wurde er im Nationalarchiv beschäftigt. Der Außenminister Ignacio Mariscal gab ihm vom 13. Dezember 1901 bis 1902 in der Secretaría de Relaciones Exteriores eine unbezahlte Stelle, in der Abteilung Europa, Asien Ozeanien. 1904 wurde er zum Botschaftssekretär dritter Klasse nach China gesandt. Von 2. Mai 1910 bis 9. September 1921 war Pablo Herrera de Huerta mit vier Unterbrechungen mexikanischer Geschäftsträger in Peking. Am 10. März 1912 war die Amtseinführung von Yuan Shikai als Herrscher von China. Das vorher bei Pu Yi akkreditierte diplomatische Corps hatte entschieden, der Amtseinführung fernzubleiben. Generell entließ Venustiano Carranza 1914 bis 1920 das diplomatische Corps seiner Vorgänger, auch für Pablo Herrera de Huerta, ernannte er Alfonso Reyes der parallel die Funktion des Geschäftsträger in Peking für sich beanspruchte. Dass Pablo Herrera de Huerta weiterhin mexikanische Regierungen vertrat, wird diplomatisch damit erklärt, dass er von der Politik von Carranza überzeugt wurde.
Vom 5. Januar 1923 bis 18. Februar 1925 war er Geschäftsträger in Guatemala-Stadt, vom 2. Januar 1929 bis 6. Mai 1930 Rio de Janeiro, vom 23. November 1932 bis 30. April 1934 in San Salvador und vom 20. Juni 1933 bis 14. September 1934 in Managua.
| Vorgänger                                   | Amt                                                                                  | Nachfolger                    |
| ------------------------------------------- | ------------------------------------------------------------------------------------ | ----------------------------- |
| Ignacio Altamira                            | Mexikanischer Geschäftsträger in Peking 1. Juli 1905 bis 19. Mai 1906                | Leopoldo Blázquez Margáin     |
| Leopoldo Blázquez Margáin                   | Mexikanischer Geschäftsträger in Peking 2. Mai 1910 bis 1. Februar 1913              | Luis G. Pardo                 |
| Luis G. Pardo                               | Mexikanischer Geschäftsträger in Peking 10. Dezember 1914 bis 27. September 1916     | Manuel Pérez Romero           |
| Manuel Pérez Romero                         | Mexikanischer Geschäftsträger in Peking 26. Juni 1919 bis 25. Januar 1920            | Juan B. Rojo de la Vega       |
| Juan B. Rojo de la Vega                     | Mexikanischer Geschäftsträger in Tokio 29. September 1919 bis 20. Dezember 1919      | Salvador Martínez de Alva     |
| Manuel Pérez Romero                         | Mexikanischer Geschäftsträger in Peking 8. Juli 1920 bis 9. September 1921           | Leopoldo Blázquez Margáin     |
| Juan de Dios Bojórquez                      | Mexikanischer Geschäftsträger in Guatemala-Stadt 5. Januar 1923 bis 18. Februar 1925 | Alfonso Cravioto Mejorada     |
| Pascual Ortiz Rubio                         | Mexikanischer Geschäftsträger in Rio de Janeiro 2. Januar 1929 bis 6. Mai 1930       | Alfonso Reyes                 |
| José Maximiliano Alfonso de Rosenzweig Díaz | Mexikanischer Geschäftsträger in San Salvador 23. November 1932 bis 30. April 1934   | Luis Padilla Nervo            |
| Antonio Mediz Bolio                         | Mexikanischer Geschäftsträger in Managua 20. Juni 1933 bis 14. September 1934        | Octavio Reyes Spíndola Prieto |